# Џошуа Рејнолдс
Џошуа Рејнолдс или Сер Џошуа Рејнолдс (Плимптон, Девон, 16. јула 1723 – Лондон, 23. фебруара 1792) је био сликар портрета и естетичар који је својим схватањима умјетности доминирао енглеским умјетничким животом средином и крајем 18. вијека. Својом умјетношћу и у својству професора умјетности, покушао је усмјерити британско сликарство од жанра домородачке анегдоте инспирисане британском колонијалном активношћу с почетка 18. вијека према формалној реторици континенталног „великог стила”, односно академизма. Оснивањем „Краљевске академије у Лондону” 1768. године, Сер Рејнолдс је изабран за њеног првог предсједника, а краљ Џорџ III га је унаприједио у витеза.

## Биографија

### Рани живот
Рејнолдс је похађао Плимптонову гимназију (школу граматике) у којој је његов отац, свештеник, био професор. Млади Рејнолдс је читао књижевност класичне антике и током цијелог свог живота је остао заинтересован за књижевност уопште, а међу његове најближе пријатеље рачунају се неки од најбољих британских писаца 18. вијека. Рејнолдс је рано тежио да постане умјетник. Године 1740. одлази у Париз и проводи четири године као помоћник код Томаса Хјудсона, академског портретисте и ученика и зета Џонатана Ричардсона. Године 1743. се вратио у Девон и ради портрете помораца у Плимату у којима се открива његово почетно неискуство. Године 1744. одлази у Лондон на двије године, гдје је почео да стиче знање о старим мајсторима и ствара свој независтан стил обиљежен смијелим потезом четкицом и употребом импастоа – густог намаза боје –, што се може видјети у његовом портрету капетана Џона Хамилтона из 1746.
По повратку у Девон 1746, насликао је велики групни портрет породице Елиот (око 1746/47), у ком се јасно види утицај портрета породице Пемброк (1634–35), фламанског барокног сликара Антониса ван Дајка, чији је стил портретног сликарства утицао на енглески портрет током 18. вијека. Године 1749. Рејнолдс је са својим пријатељем Агустусом Кепелом отпловио у Менорку. Пад са коња задржао га је пет мјесеци и оставио трајни ожиљак на његовој усни — истакнута карактеристика у његовим каснијим аутопортретима. Из Менорке одлази у Рим, гдје проводи двије године, посветивши се проучавању великих ремек-дјела античког грчко-римског вајарства и италијанског сликарства. Утисци које је задржао током ове посјете постали су инспирација за његове слике и његова схватања о умјетности до краја живота, јер је осјећао да је повезивањем сликарства са академским радом најбоље могао постићи своју амбицију да подигне статус своје професије у Енглеској. На повратку кући преко Фиренце, Болоње и Венеције, остао је задивљен композицијама и бојама великих ренесансних венецијанских сликара 16. вијека: Тицијана, Тинторета и Веронеза. Нагласак венецијанске традиције на боју и ефекат свјетла и сјене је оставио трајан утицај на Рејнолдса, и иако је до краја живота савјетовао младе умјетнике да проучавају „вајарску” дефиницију форме карактеристичну за фирентинске и римске сликаре, његова властита дјела одишу венецијанским стилом.

### Касније године
Рејнолдс се 1753. године настанио у Лондону. Његов успјех је био осигуран од почетка, а од 1755. је упослио помоћнике у атељеу који су му помогали да изврши бројне портретне наруџбе које је добио. Рани лондонски портрети имају у себи снагу и природност, што је можда најбоље илустровано у портрету његовог пријатеља и поморког официра Агустуса Кепела (1753–54). Поза није оригинална, јер се инспирише покретом Аполона Белведера, древне римске копије хеленистичке статуе из средине 4. вијека прије н. е. коју је Рејнолдс видио у Ватикану. Али чињеница да је субјект приказан како корача дуж морске обале унијела је нову врсту снаге у традицију енглеског портрета. У тим првим годинама у Лондону, Рејнолдсово знање о венецијанском сликарству је врло видљиво у дјелима као што су портрети лорда Каткарта (1753/54) и лорда Ладлоуа (1755). Од његових портрета у ентеријеру, они Нели О’Брајан (1760–62) и Џеорџијане, грофице Спенсер и њене ћерке (1761) се посебно истичу својим њежним шармом и пажљивим посматрањем.
Након 1760. Рејнолдсов стил постао је све класичнији и самосвјеснији. Како је пао под утицај класичних барокних сликара болоњске школе 17. вијека и археолошког интересовања за грчко-римску антику која је тада преплавило Европу, поза и одјећа његових портретираних је попримила строжији антички образац, због чега је изгубио велики дио симпатија и разумијевања које је имао код својих ранијих дела.
У Лондону, прије 1760. године, није било јавних изложби савремених умјетника, када је Рејнолдс помогао у оснивању Друштва умјетника и када је одржана прва од многих успјешних изложби. Краљ Џорџ III је замољен да буде покровитељ Друштва, а 1768. је основана Краљевска академија умјетности у Лондону. Иако Рејнолдсова сликарство није наишло на наклоност на двору, он је био очигледан кандидат за предсједника Академије, а краљ је потврдио његов избор и унаприједио га у витеза. Рејнолдс је водио политику академије са таквом вјештином да је образац који је он тада поставио, праћен са малим варијацијама до савременог доба. Годишњи говори које је држао на академији јасно су одражавали многа његова властита умјетничка размишљања и стремљења, као и његове властите идеје о формалним проблемима сликарства у вези линије и боје, о јавном и приватном портрету, с обиљем савјета онима који су почињали своју умјетничку каријеру.
Од 1769. скоро сва Рејнолдсова најважнија дјела су се појавила на излложбама Академије. На одређеним изложбама је представио и дјела историјске тематике, попут Уголина (1773), која су му можда била најмање успјешна. Многе од његових студија дјеце су њежни портрети, па чак и забавни, мада с времена на вријеме емоционално стање има тенденцију ка претјеривању. Двије од најљепших су Мастер Крив као Хенри VIII (1775–76) и Лејди Каролин Скот као „Зима” (1778). Његова најамбициознија портретна наруџба је била групни портрет породице војводе од Морлбороа (1777).
Рејнолдс је 1781. године посјетио Фландрију и Холандију, гдје је проучавао дјела великог фламанског барокног сликара Питера Паула Рубенса. Изгледа да је ово проучавање утицало на његов стил, јер на начин Рубенсових каснијих дјела текстура његове површине слике постаје много богатија. Ово се посебно односи на његов портрет војвоткиње од Девоншира и њене ћерке (1786). Рејнолдс никада није био само сликар високог друштва или онај који се додворава публици. Сугерисано је да му је каснија глувоћа дала јаснији увид у карактер његових портретираних, те је тако недостатак слуха изоштрио употребу његових очију. Његово велико академско познавање историје умјетности му је омогућило да често мијења позе портетираних и властити стил, те је позната опаска Томаса Гејнсбороа: „Проклет био, како је разнолик!’’, сасвим разумљива. Године 1782. Рејнолдс је доживио мождани удар, а у исто време је био потиштен због учесталих свађа међу члановима Академије. Седам година касније, ослабио му је и вид, а посљедњи говор на академији је одржао 1790. године. Умро је 1792. и сахрањен је у катедрали Светог Павла у Лондону.

## Рејнолдс о умјетности
Најједноставнији есеј написан руком једног умјетника побољшаће теорију умјетности више него милион других томова. — Сер Џошуа Рејнолдс.

## Галерија
- Галерија Рејнолдсових слика
- Аутопортрет (око 1740)
- Colonel Tarleton
- Miss Bowles
- Miss Crewe
- Boy with Grapes, Cincinnati Museum
- Master Crewe
- Commodore the Honourable August Keppel (1749), Reynolds's first portrait of Keppel
- Captain the Honourable Augustus Keppel in the pose of the Apollo Belvedere (1753)
- Edward Cornwallis (1756)
- Portrait of Miss Mary Pelham (ca. 1757), Dallas Museum of Art
- Charles Lennox, 3rd Duke of Richmond (1758)
- Francis Reynolds-Moreton (Royal Navy officer) (1758)
- James, 7th Earl of Lauderdale (1759-1760), Art Gallery of New South Wales
- Kitty Fisher and Parrott (1763–64)
- Mrs Abington as The Comic Muse (1764–1768), at Waddesdon Manor
- George Montagu-Dunk, 2nd Earl of Halifax (1764)
- Richard Crofts of West Harling, Norfolk (1765)
- George Clive and his family with an Indian maid (1765)
- John Julius Angerstein (1765)
- Elizabeth, Lady Amherst (1767)
- Colonel Acland and Lord Sydney, The Archers (1769)
- Portrait of Elizabeth Kerr (c. 1769)
- Lord Frederick Howard, 5th Earl Carlisle (1769)
- Lady Christian Acland (1771)
- Anne Seymour Damer (1773)
- Lady Cockburn and Her Three Eldest Sons (1773–1775)
- The Infant Samuel (1776)
- Omai (1776)
- Sarah Campbell (1777)
- Lady Caroline Howard (1778)
- Jane, Countess of Harrington (1778)
- The Family of the Duke of Marlborough (1778)
- Lady Elizabeth Delmé and Her Children (1779)
- Captain George K. H. Coussmaker (1782)
- Charles Stanhope, 3rd Earl of Harrington (1782)
- Admiral Hood (1783)
- The Infant Hercules (c. 1785–1789), Princeton University Art Museum
- Sarah Siddons as the Tragic Muse (1789), The Huntington Library, San Marino, California
- Heads of Angels - Miss Frances (Gordon)
- The Strawberry Girl